# Didemnum lithostrotum
Didemnum lithostrotum is een zakpijpensoort uit de familie van de Didemnidae. De wetenschappelijke naam van de soort is voor het eerst geldig gepubliceerd in 1956 door Brewin.